# Étalans (Étalans)
Étalans korábbi község (település) Franciaországban, Doubs megyében. 2017. január 1-jén Charbonnières-les-Sapins és Verrières-du-Grosbois községgel egyesült és az azonos nevű Étalans új község része lett.
Lakosainak száma 1577 fő (2016. január 1.). Étalans Verrières-du-Grosbois és Valdahon községekkel határos.

## Népesség
A település népességének változása:

| 2013 | 1 219 |
| 2016 | 1 577 |